# Possessions (film, 2011)
Pour les articles homonymes, voir Possession.
Ce film ne doit pas être confondu avec le film de 1981, celui de 2002 et celui de 2009.
Pour plus de détails, voir Fiche technique et Distribution.
Possessions est un film français co-écrit et réalisé par Éric Guirado, sorti en 2011.
Il s'agit de l'adaptation du fait réel sur l'affaire Flactif, survenu en 2003.

## Synopsis
Bruno et Marilyne Caron, un jeune couple modeste, quittent leur petite ville du Nord avec leur fille pour redémarrer une nouvelle vie à la montagne. Sur place, ils louent un chalet à la famille Castang, d'importants promoteurs immobiliers, avec qui ils vont sympathiser. Si tout se passe pour le mieux au départ, les époux Caron, à cause d'une série de déconvenues, vont nourrir une haine et une jalousie féroces envers cette famille aisée qui les conduiront au pire.

## Fiche technique
Sauf indication contraire, les informations mentionnées dans cette section peuvent être confirmées par la base de données cinématographiques Unifrance,  présente dans la section « Liens externes ».
- Titre original : Possessions
- Réalisation : Éric Guirado
- Scénario : Isabelle Claris et Éric Guirado
- Musique : Maidi Roth
- Décors : Valérie Faynot
- Costumes : Isabelle Pannetier
- Photographie : Thierry Godefroy
- Son : Philippe Mouisset
- Montage : Laure Gardette
- Production : Thomas Anargyros et Édouard de Vésinne
- Production déléguée : Frédéric Brunel
- Société de production : Incognita
- Société de distribution : UGC
- Pays de production :  France
- Langue originale : français
- Genre : drame
- Durée : 98 minutes
- Dates de sortie :
  - France : 14 décembre 2011 (avant-première au Les Arcs Film Festival) ; 7 mars 2012 (sortie nationales)
  - Belgique : 7 mars 2012
  - Suisse romande : 14 mars 2012

## Distribution
- Jérémie Renier : Bruno Caron, mécanicien automobile
- Julie Depardieu : Marilyne Caron, épouse de Bruno
- Apollonia Luisetti : Morgane Caron, fille de Bruno et Maryline
- Lucien Jean-Baptiste : Patrick Castang
- Alexandra Lamy : Gladys Castang, épouse de Patrick
- Olga Vasté : Léa Castang, fille de Patrick et Gladys
- Laïan Monta : Lucas Castang, fils de Patrick et Gladys
- Benoit Giros : Christophe « Tophe », mécanicien automobile, ami de Bruno
- Ludmila Ruoso : Sabrina, amie de Marilyne, compagne de Christophe
- Andrea Montoro Combier : Tom, fils de Christophe et Sabrina
- Brice Fournier : Jipé
- Ludovic Berthillot : Tisserand, chef de chantier
- Keren Marciano : L'institutrice
- Sarah Suco : La caissière au supermarché
- Éric Soubelet : Un client du garage
- Paul Mark Elliott (en) : Le locataire anglais
- Alain Blazquez : Le patron du garage
- Sandrine Bodénès : La banquière

## Production

### Genèse
Le film s'inspire de l'affaire Flactif appelée aussi « Tuerie du Grand Bornand », un fait divers criminel français ayant défrayé la chronique en 2003, à la suite de la disparition dans un premier temps, puis de la découverte des corps quelques semaines plus tard, d'un promoteur immobilier nommé Xavier Flactif, de la femme de celui-ci et de leurs trois enfants âgés de sept à dix ans, au Grand-Bornand en Haute-Savoie.
Dans le film, le nom de tous les protagonistes de cette affaire, ainsi que les lieux, ont été changés, mais les faits sont très similaires.

### Tournage
Le tournage a eu lieu pendant le printemps 2010 à Albertville, Briançon, Chantemerle, Méribel, Saint-Chaffrey,, et à l'aéroport de Lyon-Saint-Exupéry[réf. souhaitée].

### Musique
Sauf indication contraire ou complémentaire, les informations mentionnées dans cette section proviennent du générique de fin de l'œuvre audiovisuelle présentée ici.
- My Favourite Game (en) par The Cardigans (1998) (Voyage en voiture de la famille Caron du Nord vers les Alpes).
- Satisfaction par Benny Benassi (2003) (Bruno dans sa voiture roulant très dangereusement).
- Lovey Dovey par Darrell Wayne Perry (en) et Tommy Smith (en).
- Bells of december par Y. Bourdin.
- Shadow journal par Max Richter (2004).
- (Tango) Princesse par Julie Zenatti (2007) (dans la chambre d'hôtel, écoutée trop fort par Marilyne).

## Accueil

### Critiques
En France, le site Allociné propose une note moyenne de 3,1⁄5 à partir de l'interprétation de critiques provenant de 24 titres de presse.